# اكلاسن نوفلا (آيت شيتاشن الجبل)
اكلاسن نوفلا هو دُوَّار يقع بجماعة تفني، إقليم أزيلال، جهة بني ملال خنيفرة في المملكة المغربية. ينتمي الدوّار لمشيخة آيت شيتاشن الجبل التي تضم 11 دوار. يقدر عدد سكانه بـ 342 نسمة حسب الإحصاء الرسمي للسكان والسكنى لسنة 2004.

## روابط خارجية
- البوابة الوطنية للجماعات الترابية
- المندوبية السامية للتخطيط